# Епархия Тайлера

Герб епархии Тайлера

Епархия Тайлера (лат. Dioecesis Tylerensis) — епархия Римско-католической церкви с центром в городе Тайлер, США. Епархия Тайлера входит в митрополию Галвестона — Хьюстона. Кафедральным собором епархии Тайлера является Собор Непорочного зачатия Пресвятой Девы Марии в городе Тайлер, штат Техас.

## История
12 декабря 1986 года Римский папа Иоанн Павел II издал буллу Ex quo divino, которой учредил епархию Тайлера, выделив её из епархий Бомонта, Далласа и архиепархии Галвестона — Хьюстона. 
29 декабря 2004 года епархия Тайлера вошла в митрополию Галвестона — Хьюстона.

## Ординарии архиепархии
- епископ Чарльз Эдвин Херциг[англ.] (12.12.1986 — 07.09.1991)
- епископ Эдмонд Кармоди[англ.] (24.03.1992 — 03.02.2000) — назначен епископом Корпус-Кристи
- епископ Альваро Коррада дель Рио[англ.] (05.12.2000 — 06.07.2011) — назначен епископом Маягуэса
  - апостольский администратор Альваро Коррада дель Рио (12.09.2011 — 29.09.2012)
- епископ Джозеф Эдвард Стрикленд[англ.] (29.09.2012 — 11.11.2023)
  - апостольский администратор Джо Стивен Васкес[англ.] (11.11.2023 — 20.12.2024)
- епископ Джон Грегори Келли[англ.] (с 20.12.2024)

## Источник
- Annuario Pontificio, Libreria Editrice Vaticana, Città del Vaticano, 2003, ISBN 88-209-7422-3
- Булла Ex quo divino  (лат.)